# Władysław Dulęba (polityk)
Władysław Dulęba (ur. 24 września 1851 w Krakowie, zm. 17 czerwca 1930 w Kosowie) – polski polityk i adwokat, działacz Polskiego Stronnictwa Demokratycznego.

## Życiorys
Po ukończeniu  gimnazjum studiował prawo we Lwowie i Wiedniu, potem otworzył kancelarię  adwokacką  we Lwowie. Był członkiem Rady miasta Lwowa. W 1897 roku został wybrany posłem IX kadencji Rady Państwa z kurii miejskiej Lwowa (1897-1900).
Był posłem IX kadencji Sejmu Krajowego Galicji (trwającej w latach 1908-1913) – w III kurii okręgu 14 Stryj 3 września 1909 objął mandat po zmarłym Filipie Fruchtmanie, zaś w 1913 mandat ten objął Marceli Misiński. Z ramienia demokratów w maju 1907 wybrany posłem do austriackiej Rady Państwa w Wiedniu kadencji XI (1907-1911) z okręgu Brzeżany-Chodorów z ramienia demokratów. Od 3 marca 1909 do 9 stycznia 1911 minister ds. Galicji. Był ministrem bez teki w rządzie Richarda Bienertha od 15 listopada 1908 do 28 czerwca 1911. Od 1911 członek dożywotni Izby Panów.
We wrześniu 1910 otrzymał tytuł obywatelstwa honorowego miasta Łańcut.
Żonaty z Karoliną Kiselka. Pochowany na Cmentarzu Łyczakowskim we Lwowie.

## Odznaczenie
- Krzyż Komandorski Orderu Franciszka Józefa (1906)[7]